# Liste der Stadtteile Freitals
Die Liste der Stadtteile Freitals gibt einen Überblick über die 15 Gemeindeteile der Großen Kreisstadt Freital im Landkreis Sächsische Schweiz-Osterzgebirge.

## Beschreibung
Die Große Kreisstadt Freital besteht aus fünfzehn Stadtteilen. Die Stadt entstand durch den Zusammenschluss der drei Gemeinden Deuben, Döhlen und Potschappel am 1. Oktober 1921. Aus diesem Grund gibt es in Freital kein Stadtzentrum bzw. eine Kernstadt. Als Stadtzentrum wird meist Potschappel angegeben, da im Potschappler Rathaus der Großteil der Stadtverwaltung sowie der Oberbürgermeister ihren Sitz haben. Das Rathaus in Deuben wird ebenfalls von der Stadtverwaltung genutzt. Die drei Gründungsgemeinden sind auch gleichzeitig die drei ersten Stadtteile Freitals.
Kurz nach dem Zusammenschluss und der Stadtgründung wurden noch drei weitere Stadtteile eingemeindet, Zauckerode 1922, Birkigt 1923 und Burgk mit Teilorten 1924. Mit einem größeren zeitlichen Abstand folgte 1964 Hainsberg. Erster in den 1970er Jahren hinzugekommener Stadtteil war das 1973 eingemeindete Saalhausen. Im Jahr 1974 folgten Kleinnaundorf, Somsdorf, Weißig und Wurgwitz. Bisher letzter eingemeindeter Ort ist das 1999 eingemeindete Pesterwitz. Zum 1. März 2011 wurden auch Niederhäslich und Schweinsdorf Stadtteile.
Durch die Eingemeindungen vergrößerte sich die Fläche der Stadt bis auf 40,45 km² (2016).

## Liste der Stadtteile

### Legende
- Karte: Zeigt die Lage der Gemarkung (dunkelrote Fläche) innerhalb des Stadtgebiets.
- Name/Lage: Nennt den Namen des Stadtteils und bietet einen Link zu Geokoordinaten an.
- Teilorte: Weitere Untergliederung des Stadtteils (z. B. Gemarkungen). Bekannte Eingemeindungsdaten sind angegeben
- Eingemeindung: Datum der Eingemeindung des Ortes in die Stadt Freital
- Ersterwähnung: Jahr der erstmaligen urkundlichen Erwähnung
- Höhenlage: Höhenlage des Stadtteils über Normalhöhennull.
- Fläche: Fläche des Stadtteils in Quadratkilometern
- Einwohner: Einwohnerzahl des Stadtteils am Jahresende 2017
- Bevölkerungsdichte: Bevölkerungsdichte des Stadtteils in Einwohnern pro Quadratkilometer

### Stadtteile
| Karte                             | Name/Lage            | Teilorte | Eingemeindung                                                      | Ersterwähnung                                                                    | Höhenlage | Fläche | Einwohner | Bevölkerungs-dichte |
| --------------------------------- | -------------------- | --- | ------------------------------------------------------------------ | -------------------------------------------------------------------------------- | --------- | ------ | --------- | ------------------- |
| Lage von Birkigt in Freital       | Birkigt (Lage)       | | 1. Jan. 1923                                                       | 1326                                                                             | 200       | 0,86   | 972       | 1429                |
| Lage von Burgk in Freital         | Burgk (Lage)         | Großburgk, Kleinburgk (vereinigt 1912 zu Burgk), Zschiedge (1915 eingemeindet)                                                            | 1. Apr. 1924                                                       | 1168 (Großburgk) 1671 (Kleinburgk) 1558 (Zschiedge)                              | 170–300   | 2,39   | 2455      | 1027                |
| Lage von Deuben in Freital        | Deuben (Lage)        | | 1. Okt. 1921                                                       | 1378                                                                             | 174       | 1,54   | 5671      | 3682                |
| Lage von Döhlen in Freital        | Döhlen (Lage)        | Neudöhlen, Oberdöhlen, Unterdöhlen | 1. Okt. 1921                                                       | 1206                                                                             | 175       | 2,65   | 3434      | 1296                |
| Lage von Hainsberg in Freital     | Hainsberg (Lage)     | Coßmannsdorf (1933 nach Hainsberg eingemeindet), Eckersdorf (1913 nach Coßmannsdorf eingemeindet)                                         | 1. Jan. 1964                                                       | 1230                                                                             | 186–340   | 4,47   | 4305      | 963                 |
| Lage von Kleinnaundorf in Freital | Kleinnaundorf (Lage) | | 1. Jan. 1974                                                       | 1144                                                                             | 320       | 1,63   | 1060      | 650                 |
| Lage von Niederhäslich in Freital | Niederhäslich (Lage) | | 1915 nach Deuben eingemeindet, seit 2011 eigener Stadtteil         | 1330                                                                             |           | 3,44   | 2829      | 822                 |
| Lage von Pesterwitz in Freital    | Pesterwitz (Lage)    | | 1. Jan. 1999                                                       | 1311                                                                             | 272       | 2,69   | 3263      | 1213                |
| Lage von Potschappel in Freital   | Potschappel (Lage)   | Leisnitz (Ortsteil Potschappels), Neucoschütz (1896 nach Potschappel eingemeindet), Niederpesterwitz (1915 nach Potschappel eingemeindet) | 1. Okt. 1921                                                       | 1206 (Potschappel) 1520 (Leisnitz) um 1850 (Neucoschütz) 1804 (Niederpesterwitz) |           | 2,23   | 5468      | 2452                |
| Lage von Saalhausen in Freital    | Saalhausen (Lage)    | | 1. Jan. 1973                                                       | 1350                                                                             | 260       | 1,01   | 128       | 127                 |
| Lage von Schweinsdorf in Freital  | Schweinsdorf (Lage)  | | 1. Apr. 1900 nach Deuben eingemeindet, seit 2011 eigener Stadtteil | 1340                                                                             |           | 1,29   | 1510      | 1171                |
| Lage von Somsdorf in Freital      | Somsdorf (Lage)      | | 1. Jan. 1974                                                       | 1350                                                                             | 250–370   | 6,35   | 638       | 100                 |
| Lage von Weißig in Freital        | Weißig (Lage)        | bestehend aus Oberweißig, Unterweißig | 1. Jan. 1974                                                       | 1235                                                                             | 250–360   | 3,56   | 893       | 251                 |
| Lage von Wurgwitz in Freital      | Wurgwitz (Lage)      | Hammer (Gut in Kohlsdorf), Kohlsdorf, Niederhermsdorf (am 7. Juli 1921 zu neuer Gemeinde Wurgwitz vereinigt)                              | 1. Jan. 1974                                                       | 1206 (Wurgwitz) 1469 (Kohlsdorf) 1350 (Niederhermsdorf)                          | 259–308   | 4,82   | 2495      | 518                 |
| Lage von Zauckerode in Freital    | Zauckerode (Lage)    | | 1. Okt. 1922                                                       | 1206                                                                             | 186       | 1,52   | 4785      | 3148                |